# Concerto europeo

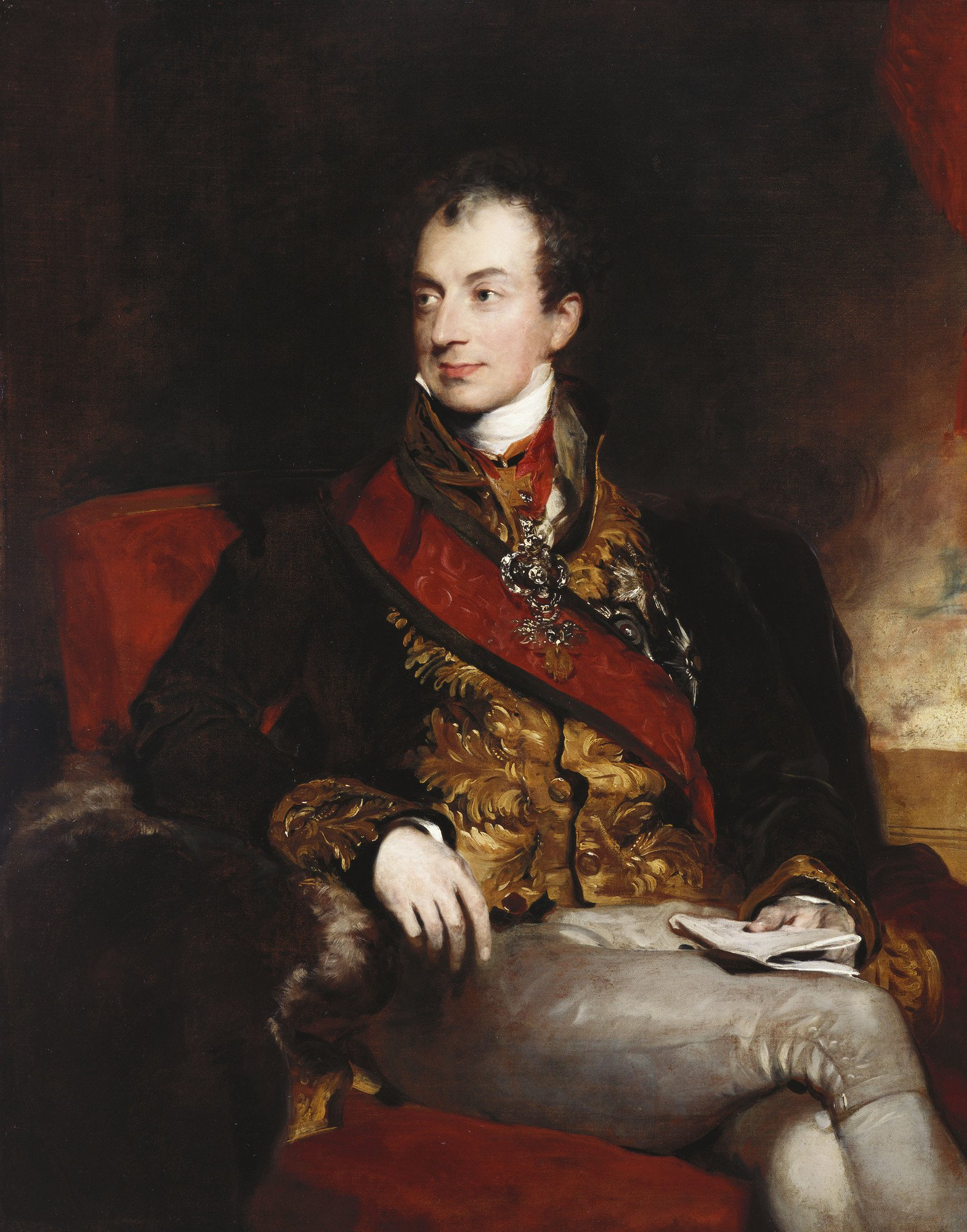
Il principe Metternich, un importante leader del Concerto europeo

Il Concerto europeo (russo: Система Европейского концерта, Sistema Evropejskogo koncerta), noto anche come Sistema del Congresso, come esito delle decisioni prese al Congresso di Vienna, rappresentò l'equilibrio delle potenze esistente in Europa dalla fine delle Guerre napoleoniche (1815) al Congresso di Berlino (1878), anche se con piccole modifiche dopo le rivoluzioni del 1848. Il sistema si dissolse di fatto l'anno dopo il Congresso, con la sottoscrizione della Duplice alleanza.
Le potenze fondatrici furono Austria, Prussia, Impero russo e Regno Unito, ovvero i membri della Quadruplice Alleanza responsabile della caduta del Primo Impero francese. In seguito la Francia fu accettata come quinto membro del concerto. All'inizio, i maggiori attori, nonché fondatori del consesso, furono il segretario degli esteri britannico lord Castlereagh, il cancelliere austriaco Klemens von Metternich e lo zar russo Alessandro I. Il francese Charles Maurice de Talleyrand-Périgord fu in gran parte fautore della rapida ricollocazione del proprio paese tra le maggiori potenze della diplomazia internazionale.
L'epoca del concerto viene a volte chiamata Epoca di Metternich, a causa dell'influenza del conservatorismo del cancelliere austriaco, e del dominio dell'Austria nella Confederazione germanica, e viene accompagnata al concetto di restaurazione, a causa degli sforzi reazionari del Congresso di Vienna nel riportare l'Europa al suo stato precedente alla Rivoluzione francese. Lo sviluppo di nazionalismo, l'unificazione della Germania ed il Risorgimento italiano, oltre alla Questione d'oriente, furono tra i fattori che portarono alla fine dell'efficacia del concerto. Tra gli incontri tenuti dalle grandi potenze in questo periodo, si ricordano i congressi di Aquisgrana (1818), Carlsbad (1819), Troppau (1820), Lubiana (1821), Verona (1822), Londra (1832) e Berlino (1878).
Il Concerto europeo non ebbe regole scritte o istituzioni permanenti, ma in caso di crisi ognuno dei membri poteva proporre una conferenza.

## Sistema del Congresso

### Origini
L'idea di una federazione europea era stata precedentemente proposta da personalità quali Gottfried Leibniz e il 1º barone di Grenville. Il Concerto europeo, come fu predisposto da Metternich, si basava sulle teorizzazioni di questi ultimi e sul concetto di politica dell'equilibrio, in modo che le ambizioni di ognuna delle grandi potenze fossero controbilanciate dalle altre:
(Georges-Henri Soutou. "Was There a European Order in the Twentieth Century? From the Concert of Europe to the End of the Cold War." Contemporary European History, Vol. 9, No. 3, Theme Issue: Reflections on the Twentieth Century (Nov., 2000), pp. 330)
Dallo scoppio delle guerre rivoluzionarie francesi nel 1792 all'esilio di Napoleone a Sant'Elena nel 1815, l'Europa fu quasi costantemente in guerra. In questo periodo le conquiste militari francesi avevano portato alla diffusione del liberalismo in buona parte del continente, ed esportato il modello legislativo contenuto nel Codice Napoleonico. In gran parte come reazione al radicalismo della rivoluzione francese, le potenze vincitrici delle guerre napoleoniche decisero di contenere le spinte riformatrici e rivoluzionarie, accanto a quelle nazionaliste emergenti, tornando in buona parte allo status quo che vigeva in Europa prima del 1789. Regno di Prussia, impero austriaco e impero russo formarono la Santa Alleanza con l'esplicito obiettivo di preservare i valori sociali cristiani e legittimare il potere monarchico nei rispettivi regni. Ogni membro della coalizione si unì subito all'Alleanza, tranne il Regno Unito.

### Risultati

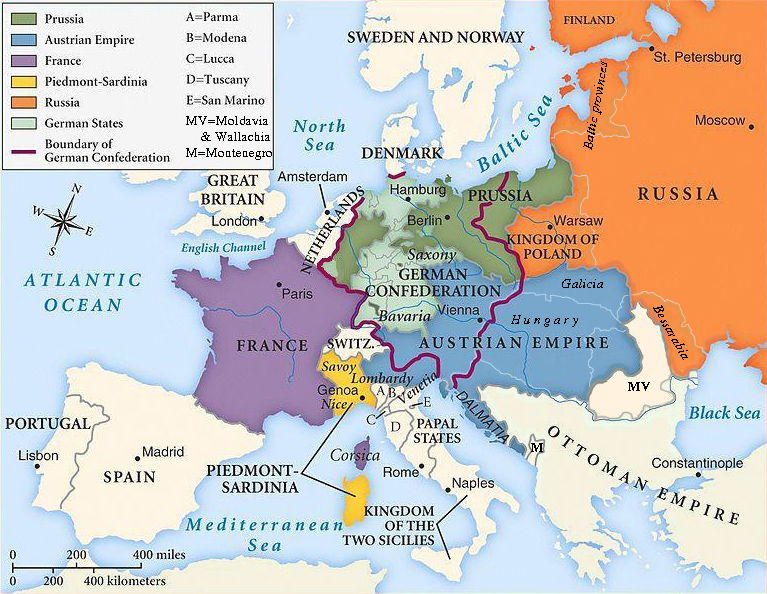
Confini nazionali europei definiti dal Congresso di Vienna, 1814

Nel 1822 il Congresso di Verona si riunì per decidere se la Francia poteva allearsi ai realisti spagnoli nel corso del Triennio liberale. Dopo aver ricevuto il consenso, Luigi XVIII inviò cinque corpi d'armata a Ferdinando VII di Spagna.
Nel 1830 iniziò la rivoluzione belga contro il Regno dei Paesi Bassi. L'ambasciatore francese Charles Maurice de Talleyrand-Périgord presentò un progetto per la spartizione delle Province Meridionali tra le potenze del concerto, mai applicato. Nonostante questo, le grandi potenze riconobbero all'unanimità l'indipendenza belga tramite il trattato di Londra (1839). Il trattato stabiliva anche la neutralità del Belgio, che sarebbe durata fino all'invasione tedesca del 1914.

### Conclusione
Dopo un iniziale periodo di successo, il concerto cominciò ad indebolirsi a partire dalla rivoluzione francese del 1830, e in particolare quando gli obiettivi comuni delle grandi potenze furono gradualmente sostituite dalle crescenti rivalità politiche ed economiche. Ulteriormente messo sotto pressione dalle sommosse popolari europee del 1848, che chiedevano la revisione dei confini stabiliti dal Congresso di Vienna rispettando le divisioni nazionali, il concerto si sciolse nella seconda metà del XIX secolo portando alle successive guerre tra i suoi membri: la guerra di Crimea (1854–56), le guerre di indipendenza italiane (1859), la guerra austro-prussiana (1866) e la guerra franco-prussiana (1870–71). Anche se il Sistema del Congresso ottenne un nuovo successo tramite il congresso di Berlino (1878) che ridisegnò la mappa politica dei Balcani, il vecchio equilibrio delle potenze era stato irrevocabilmente alterato, e fu sostituito da una serie di alleanze aleatorie.
All'inizio del XX secolo le grandi potenze si organizzarono in due coalizioni opposte (la Triplice alleanza e gli Alleati). L'ultima conferenza fu la Conferenza di Londra del 1912-1913, convocata per discutere delle guerre balcaniche. Durante la crisi di luglio del 1914 i britannici proposero una conferenza, ma l'impero austro-ungarico e la Germania si rifiutarono di prendervi parte. La prima guerra mondiale sarebbe scoppiata il mese seguente.